# Kretek (Paguyangan)
Kretek is een bestuurslaag in het regentschap Brebes van de provincie Midden-Java, Indonesië. Kretek telt 7776 inwoners (volkstelling 2010).